# Heimdall (videogioco)
Heimdall è un videogioco d'azione basato sulla mitologia vichinga, sviluppato da un team realizzativo chiamato The 8th Day e pubblicato dalla Core Design per MS-DOS, Amiga, Atari ST e Acorn Archimedes nel 1991-1992. Una conversione di Heimdall fu resa disponibile per Sega Mega CD nel 1994. Il videogioco ispirò un sequel intitolato Heimdall 2.